# Souazic Le Guillou
Souazic Le Guillou (27 maggio 1982) è un'ex sciatrice alpina francese.

## Biografia
La Le Guillou, originaria di San Giovanni di Moriana e attiva dal dicembre del 1997, esordì in Coppa Europa il 14 dicembre 1998 a Bardonecchia in slalom gigante e in Coppa del Mondo il 9 dicembre 2001 a Sestriere in slalom speciale (sua unica presenza nel massimo circuito), in entrambi i casi senza completare la prova. In Coppa Europa ottenne il miglior piazzamento il 26 novembre 2002 a Åre in slalom speciale (8ª) e prese per l'ultima volta il via l'11 marzo 2003 a Piancavallo nella medesima specialità (33ª); si ritirò all'inizio della successiva stagione 2003-2004 e la sua ultima gara fu uno slalom speciale FIS disputato il 21 dicembre a Mont Saint-Sauveur, chiuso dalla Le Guillou all'11º posto. Non prese parte a rassegne olimpiche o iridate.

## Palmarès

### Coppa Europa
- Miglior piazzamento in classifica generale: 72ª nel 2002

### Campionati francesi
- 1 medaglia:
  - 1 oro (combinata[senza fonte] nel 2002)